# شون هنري (شخصية أعمال)
شون هنري (بالإنجليزية: Sean Henry)‏ هو شخصية أعمال أمريكي، ولد في 1968.